# Paronychia congesta
Paronychia congesta är en nejlikväxtart som beskrevs av Donovan Stewart Correll. Paronychia congesta ingår i släktet prasselörter, och familjen nejlikväxter. Inga underarter finns listade i Catalogue of Life.